# Facultad de Comercio y Turismo (Universidad Complutense de Madrid)
La Facultad de Comercio y Turismo de la Universidad Complutense de Madrid (UCM) se encuentra en la Avenida de Filipinas del distrito de Chamberí de Madrid. En el año 1971 la Escuela Superior de Comercio de Madrid se incorpora a la Universidad Complutense bajo la denominación de Escuela Universitaria de Estudios Empresariales. En el año 2012, al igual que otras escuelas de la UCM, cambió su nombre al de Facultad de Comercio y Turismo. Su patrón es San Vicente Ferrer.

## Estudios

### Programas de grado
- Grado en Comercio.
- Grado en Turismo.
- Doble Grado en Turismo y Comercio.[11]

### Programas de máster
- Máster Universitario en Comercio Electrónico.
- Máster Universitario en Consumo y Comercio.
- Máster Universitario en Dirección y Gestión de Empresas Hoteleras.
- Máster Universitario en Planificación y Gestión de Destinos Turísticos.

### Programas detítulo propiode la UCM
- Máster Propio UCM en Digital Business (online).
- Máster Propio UCM en Dirección y Producción en la Industria de Eventos (en línea).
- Máster Propio UCM en Dirección y Producción en la Industria de Eventos (semipresencial).
- Máster Propio UCM en Entrepreneurship - Iniciativa Emprendedora.
- Máster Propio UCM en Entrepreneurship - Inicitaiva Emprendedora (en línea).
- Máster Propio UCM en Inteligencia Directiva.
- Máster Propio UCM en Marketing Promocional.
- Máster Propio UCM en Social Media & Community Manager. Dirección de Marketing Digital.
- Máster Propio UCM en Social Media & Community Manager. Dirección de Marketing Digital (en línea).
- Experto en Internet Business (en línea).
- Experto en Marketing Digital (en línea).[12]

## Departamentos
- Sección Departamental de Economía Financiera y Contabilidad II (Contabilidad).
- Sección Departamental de Estadística e Investigación Operativa II (Métodos de Decisión).
- Seminario de Alemán.
- Seminario de Análisis Geográfico Regional y Geografía Física.
- Seminario de Derecho Civil.
- Seminario de Derecho del Trabajo y Seguridad Social.
- Seminario de Derecho Financiero y Tributario.
- Seminario de Derecho Mercantil.
- Seminario de Economía Aplicada VI.
- Seminario de Economía Financiera y Contabilidad III.
- Seminario de Francés.
- Seminario de Historia e Instituciones Económicas I.
- Seminario de Historia Económica.
- Seminario de Inglés.
- Seminario de Marketing.
- Seminario de Organización de Empresas.
- Seminario de Política Económica.[13]

## Otros servicios y asociaciones
- Cafetería.(CERRADA PERMANENTEMENTE.)
- Delegación de Alumnos.
- Escuela Virtual de ciencias empresariales.[14]